# Gefechtsfeldabriegelung

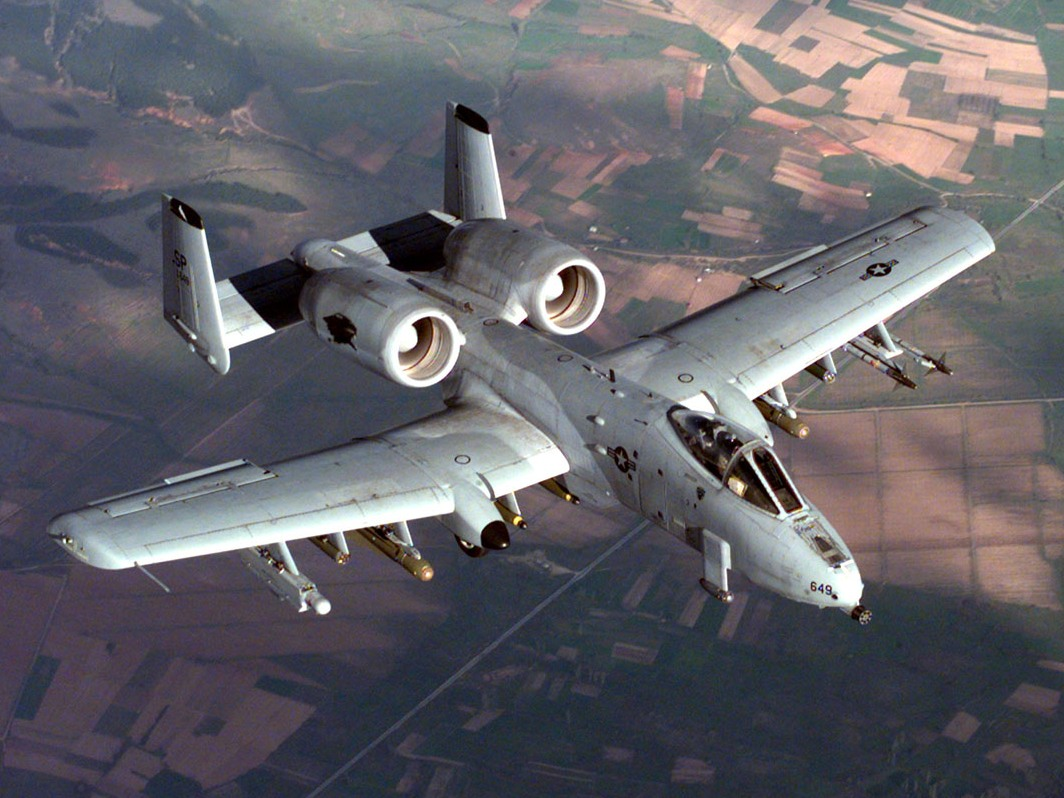
Die Fairchild-Republic A-10, ein klassisches Flugzeug für Gefechtsfeldabriegelung und Luftnahunterstützung.

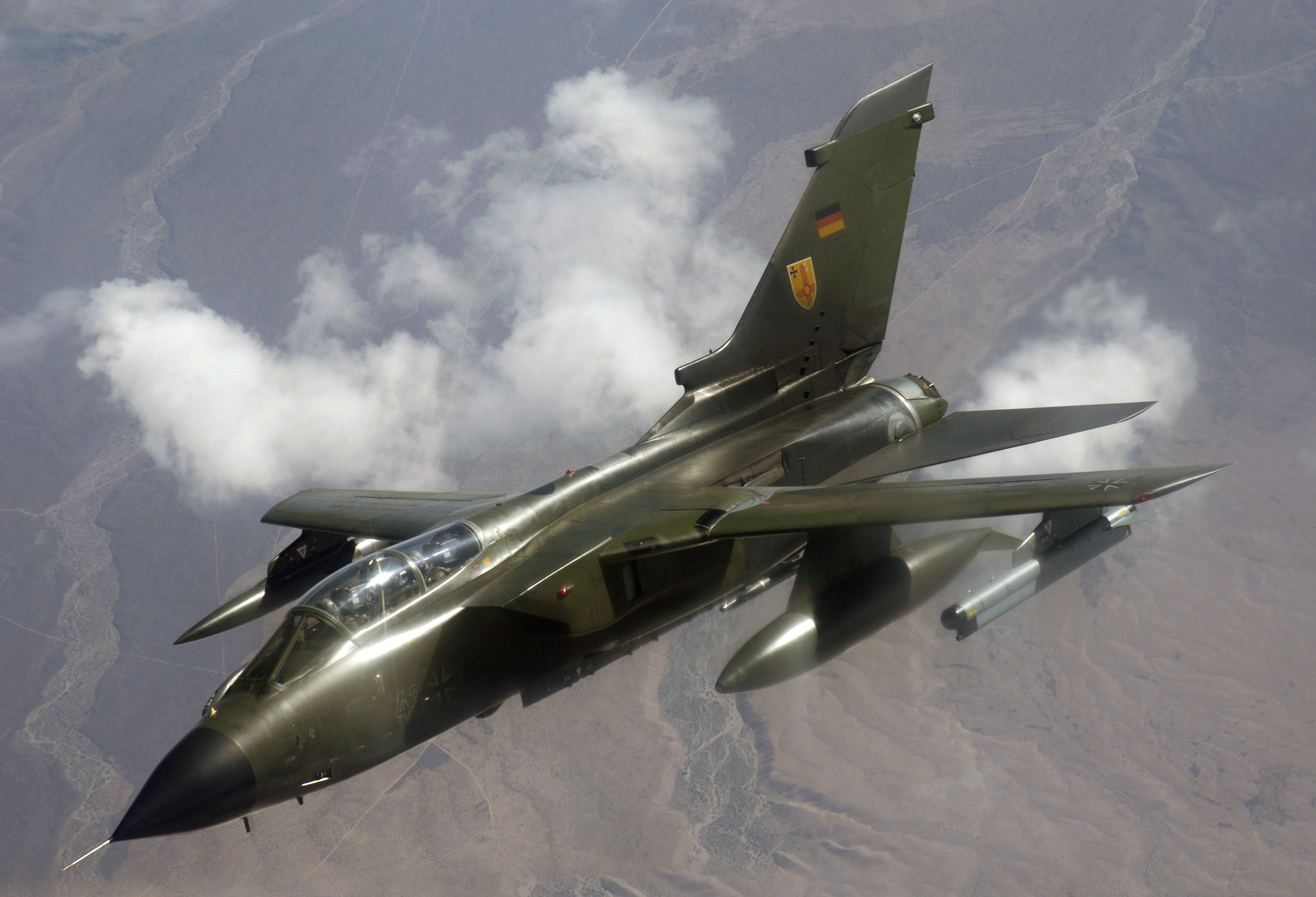
Der Tornado war mit der MW-1 besonders für Gefechtsfeldabriegelung geeignet.

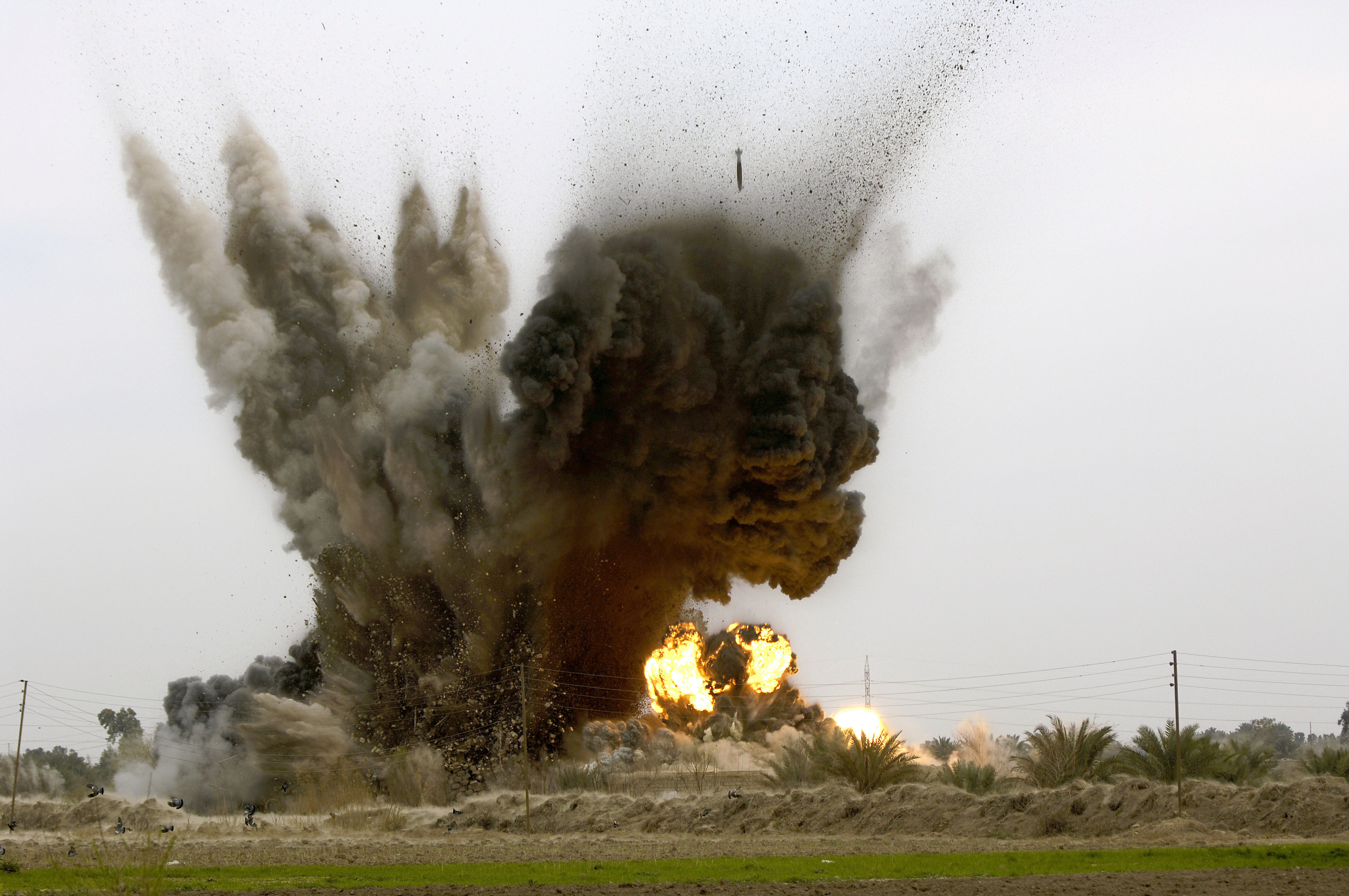
Luftschlag im Irak

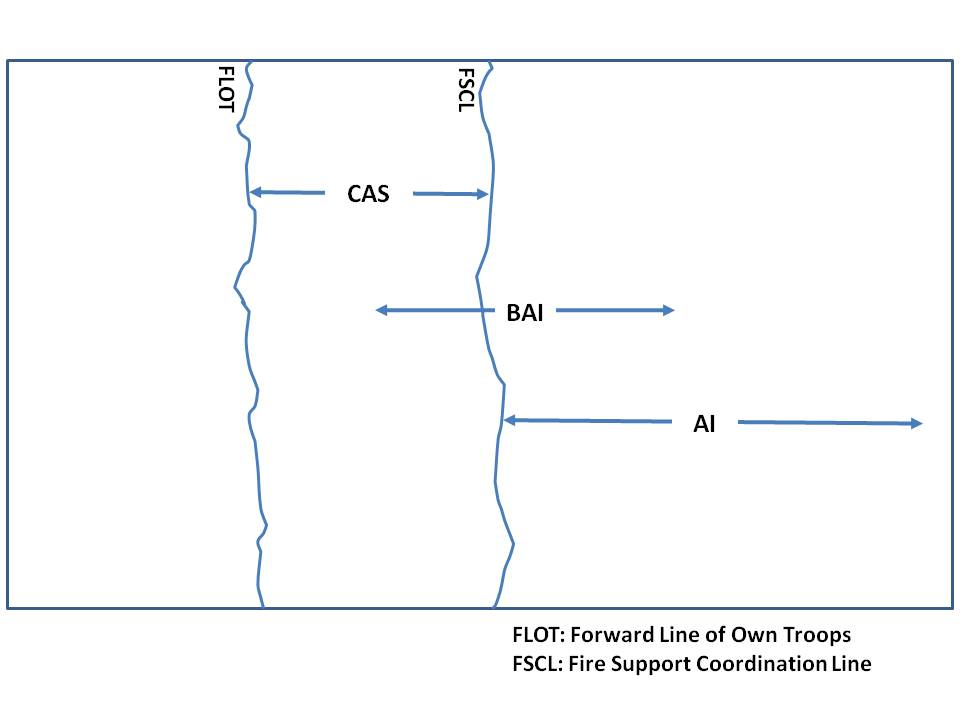
Schematische Darstellung

Als Gefechtsfeldabriegelung (englisch Battlefield Air Interdiction, BAI) wurde seit 1977 eine Einsatzart der offensiven Luftunterstützung (Offensive Air Support) von Landstreitkräften durch Luftstreitkräfte bezeichnet. Die Zielzuteilung und damit der Einsatz erfolgte je nach Zuteilung durch den jeweiligen Großverband, meist als Gefechtsmittel des Korps, nach Zuteilung auch der Division.

## Definition
„Gefechtsfeldabriegelung umfasst die Einsätze der Luftstreitkräfte gegen feindliche Truppen und Mittel, die zwar unmittelbar Einfluss auf die eigene Gefechtsführung ausüben können, sich aber noch nicht direktem Kampf befinden. Diese Einsätze werden im Gefecht der Verbundenen Waffen zwischen Heer und Luftwaffe mit dem Feuer der Truppe koordiniert und geplant. In der Durchführung jedoch ist keine Einzelabstimmung mehr notwendig, die Luftstreitkräfte können selbstständig operieren. Diese Art der Unterstützung gewinnt immer größere Bedeutung, weil sie über das Artilleriefeuer hinaus den Feind in Schwerpunkten zerschlägt. Die im Gefecht schwierige und detailliert notwendige Koordinierung ist nicht erforderlich.“

## Begriffsbestimmung
| \| \| Close Air Support (CAS) \| Battlefield Air Interdiction (BAI) \| Air Interdiction (AI) \| \| ------------------------- \| ---------------------------------------------------------------------------- \| ------------------------------------------------------------------------------- \| --------------------------------------------------------------------- \| \| Ziele \| direkter Einfluss auf eigene Operationen \| direkter Einfluss auf eigene Operationen \| indirekter Bezug zu eigenen Operationen \| \| Operationsgebiet \| in Kontakt oder in direkter Nähe zu eigenen Bodentruppen (von FLOT bis FSCL) \| jenseits der FSCL bis zur RIPL, nicht in unmittelbarer Nähe von eigenen Kräften \| jenseits der FSCL, meist jenseits der RIPL \| \| Koordination erforderlich \| detaillierte Integration mit Feuer und Bewegung der eigenen Bodentruppen \| gemeinschaftliche Planung und Koordinierung auf ASOC/Korps-Ebene \| gemeinschaftliche Planung und Koordinierung oberhalb ASOC/Korps-Ebene \| \| Kontrolle \| positiv oder gemäß Vorschrift \| nicht unbedingt erforderlich, nur im Einzelfall \| nicht erforderlich \| \| Teil von FOFA \| nein \| missionsabhängig \| ja \| |                                                                              |                                                                                 |                                                                       |
| | Close Air Support (CAS)                                                      | Battlefield Air Interdiction (BAI)                                              | Air Interdiction (AI)                                                 |
| Ziele | direkter Einfluss auf eigene Operationen                                     | direkter Einfluss auf eigene Operationen                                        | indirekter Bezug zu eigenen Operationen                               |
| Operationsgebiet | in Kontakt oder in direkter Nähe zu eigenen Bodentruppen (von FLOT bis FSCL) | jenseits der FSCL bis zur RIPL, nicht in unmittelbarer Nähe von eigenen Kräften | jenseits der FSCL, meist jenseits der RIPL                            |
| Koordination erforderlich | detaillierte Integration mit Feuer und Bewegung der eigenen Bodentruppen     | gemeinschaftliche Planung und Koordinierung auf ASOC/Korps-Ebene                | gemeinschaftliche Planung und Koordinierung oberhalb ASOC/Korps-Ebene |
| Kontrolle | positiv oder gemäß Vorschrift                                                | nicht unbedingt erforderlich, nur im Einzelfall                                 | nicht erforderlich                                                    |
| Teil von FOFA | nein                                                                         | missionsabhängig                                                                | ja                                                                    |

## Konzept
Der Gegner soll durch Abriegelung aus der Luft (Air Interdiction – AI) daran gehindert werden, Personal und Material zum Einsatz zu bringen, bevor es zu einem direkten Kontakt mit eigenen Truppen kommt. Von Gefechtsfeldabriegelung wurde dann gesprochen, wenn durch die angegriffenen gegnerischen Kräfte in kurzer Zeit Auswirkungen auf die eigenen Kräfte zu erwarten gewesen wären. Dazu zählen taktische Ziele wie Brücken, Straßen und Versorgungskonvois, um den Aufmarsch von Reserven in Bereitstellungsräumen zu stören bzw. zu zerschlagen.
Anders als bei Luftnahunterstützung (Close Air Support – CAS), bei der ein sogenannter Sortie zur unmittelbaren Unterstützung der Gefechtsführung der eigenen Truppe diente, gab es jedoch beim BAI keinen Kontakt zwischen eigenen und Feindkräften am Boden. Die Lenkung eines CAS-Einsatzes erfolgte durch einen Fliegerleitoffizier. Die Bekämpfung von Zielen erforderte die Koordination mit den Landstreitkräften. Die massiven US-Luftangriffe auf den Ho-Chi-Minh-Pfad während des Vietnamkrieges, um die Nachschubversorgung der Nordvietnamesischen Armee zu unterbinden, können auch als BAI-Missionen im erweiterten Sinne angesehen werden.
BAI ist ein Konzept aus dem Kalten Krieg und war ausgerichtet auf die erwarteten Kampfhandlungen in Mitteleuropa. Die aktuelle NATO-Doktrin kategorisiert Einsätze von Luftstreitkräften gegen Ziele an Land (englisch Air power contribution to counter-land operations (APCLO)) nur als Air Interdiction oder Close Air Support. Wesentliches Unterscheidungskriterium ist es, ob jede einzelne Mission detailliert und direkt in die Operationen der Kräfte am Boden integriert und durch einen FAC geleitet werden muss oder nicht. Die IDS-Variante des Jagdbombers Panavia Tornado sollte der Unterstützung der Bodentruppen aus der Luft, insbesondere Gefechtsfeldabriegelung (das Verhindern des Eintreffens neuer Bodentruppen) dienen. Neben dem Tornado waren auch Kampfflugzeuge wie Hawker Siddeley Harrier und Dassault Mirage F1 dafür vorgesehen.
Auf der sowjetischen Seite war es vornehmlich das allwetterkampffähige Schwenkflügel-Tiefangriffsflugzeug Suchoi Su-19 Fencer A, welches überwiegend auf Fliegerhorsten im baltischen, polnischen Raum, sowie dem Territorium der DDR stationiert werden sollte. Dieser Typ wurde allerdings nie in den Dienst gestellt, dafür füllte die Suchoi Su-24 Fencer diese Rolle aus.
Die Heeresgruppe CENTAG forderte eine Gefechtsfeldabriegelung von ca. 80 km vor den eigenen Kräften. Seit Mitte der 1970er Jahre gab es eine unterschiedliche Ausrichtung der US-amerikanischen und der britischen Einsatzführung. Die RAF wurde dazu ausgebildet flexibler und autonomer je nach Lage auf dem Gefechtsfeld zu reagieren, während die USAF eine kontrolliertere und vorgeplantere Einsatzphilosophie vertrat. Die USAF hielt bestimmte Kampfgeschwader als zentrale Reserve auf AFCENT-Hierarchieebene des SACEUR, während die Royal Air Force eine enge Zusammenarbeit mit den jeweiligen Heeresgruppen (NORTHAG in der Norddeutschen Tiefebene) präferierte. Die britische Führung vertrat die Ansicht, dass der Einsatz von Kampfflugzeugen kein Artillerie-Ersatz für Bodentruppen sei, sondern dass vorrangig Versorgungslinien und gegnerische Reserveverbände bekämpft werden müssen. Die einzelnen Kampffliegerstaffeln der RAF agierten relativ unabhängig von höheren Kommandobehörden und waren daher zu flexibleren Einsätzen in ihrem gesamten Verantwortungsbereich befähigt.